# Microsoft Surface Pro 7
Der Microsoft Surface Pro 7 ist ein 2-in-1-Laptop zum Arbeiten, Schreiben auf dem Bildschirm, Streamen und Spielen.

## Konfigurationen
Quelle:
| CPU                             | GPU                      | Arbeitsspeicher   | Speicher                       | Farbe          |
| Intel® Core™ i3-1005G1 Dualkern | Intel® UHD-Grafik        | 4 GB LPDDR4x RAM  | 128 GB Solid State Drive (SSD) | Platin         |
| Intel® Core™ i5-1035G4 Vierkern | Intel® Iris™ Plus-Grafik | 8 GB LPDDR4x RAM  | 128 GB Solid State Drive (SSD) | Platin         |
| Intel® Core™ i5-1035G4 Vierkern | Intel® Iris™ Plus-Grafik | 8 GB LPDDR4x RAM  | 256 GB Solid State Drive (SSD) | Platin/Schwarz |
| Intel® Core™ i5-1035G4 Vierkern | Intel® Iris™ Plus-Grafik | 16 GB LPDDR4x RAM | 256 GB Solid State Drive (SSD) | Platin         |
| Intel® Core™ i7-1065G7 Vierkern | Intel® Iris™ Plus-Grafik | 16 GB LPDDR4x RAM | 256 GB Solid State Drive (SSD) | Platin/Schwarz |
| Intel® Core™ i7-1065G7 Vierkern | Intel® Iris™ Plus-Grafik | 16 GB LPDDR4x RAM | 512 GB Solid State Drive (SSD) | Platin/Schwarz |
| Intel® Core™ i7-1065G7 Vierkern | Intel® Iris™ Plus-Grafik | 16 GB LPDDR4x RAM | 1 TB Solid State Drive (SSD)   | Platin         |

## Hardware
Quelle:
Das Microsoft Surface Pro 7 kann mit Dual- oder Vierkern 10. Gen Intel® Core™ i3, i5 oder i7 Prozessoren mit 4 GB, 8 GB oder 16 GB LPDDR4x RAM und 128 GB, 256 GB, 512 GB oder 1 TB Solid State Drive (SSD)-Optionen konfiguriert werden.
Das Microsoft Surface Pro 7 ist mit einem PixelSense™-Display (12,3 Zoll) mit einer Auflösung von 2736 × 1824 (267 PPI), einem Seitenverhältnis von 3:2 und mit einer 10-Punkt-Multi-Touch Funktion ausgestattet. Es sind ein Umgebungslichtsensor, ein Beschleunigungssensor, ein Gyroskop und ein Magnetometer verbaut. Das Microsoft Surface Pro 7 ist mit einem USB-C®, einem USB-A, einem 3,5-mm-Kopfhörerbuchse, einem Surface Connect-Anschluss, einem Surface Type Cover-Anschluss und einem microSDXC-Kartenleser ausgestattet und ist kompatibel mit der Surface-Dial-Offscreen-Interaktion. Für die Kommunikation verfügt das Microsoft Surface Pro 7 über eine Kamera für die Windows Hello-Authentifizierung per Gesichtserkennung (vorne), eine 5-MP-Frontkamera für Full-HD-Videoaufnahmen (1080p), eine 8,0-MP-Rückkamera mit Autofokus für Full-HD-Videoaufnahmen (1080p), zwei Fernfeld-Studiomikrofone und 1,6-Watt-Stereolautsprecher mit Dolby® Audio™. Die Konnektivität kann über WLAN 6 (Kompatibel mit 802.11 ax) oder über Bluetooth Wireless 5.0 Technologie realisiert werden. Die Akkulaufzeit beträgt bis zu 10,5 Stunden bei typischer Gerätenutzung.
Ausgeliefert wird das Microsoft Surface Pro 7 mit Netzteil, Schnellstarthandbuch und Sicherheitshinweisen & Garantiebelegen. Ein Jahr befristete Hardwaregarantie wird durch Microsoft gegeben.
Maße: 292 mm × 201 mm × 8,5 mm, Gewicht (ohne Type Cover) i3, i5: 775 g; i7: 790 g

## Software
Quelle:
Das Microsoft Surface Pro 7 kann mit Microsoft Windows 10 Home oder Pro bestellt werden und wird mit einer 30-Tage-Testversion von Microsoft 365 geliefert.